# Liste der Ehrensenatoren der Montanuniversität Leoben
Die Liste der Ehrensenatoren der Montanuniversität Leoben listet alle Personen auf, die von der Montanuniversität Leoben  die Würde des Ehrensenators verliehen bekommen haben, chronologisch sortiert nach dem Jahr der Verleihung.

## Ehrensenatoren
- Josef Krainer senior
- Adalbert Meznik
- Hans Pengg-Auheim
- Werner Blanc
- 1973: Ludwig Bauer
- Helmut Burckhardt
- Raimund Gehart
- Wolfgang Wick
- Hanns Koren
- Friedrich Niederl
- Herbert Koller
- Karl Leitner
- Ernst Schmitz
- Martin Schützelhofer
- Alfons Tropper
- Michael Karl Zacherl
- 1984: Josef Krainer junior
- 1986: Georg Sterk
- 1990: Friedrich Erasmus, Hellmut Longin
- Peter Ebner
- 2001: Knut Consemüller, Peter Strahammer, Waltraud Klasnic
- 2002: Ernst Pöcksteiner
- 2003: Wolfgang Pöhl
- Maria Schaumayer
- 2004: Rudolf Streicher, Josef Kropiunig
- 2005: Helmut Langanger
- 2006: Irene Schwarz
- 2008: Hannes Androsch
- 2009: Franz Voves
- 2013: Karin Schaupp
- 2015: Gerhard Roiss
- 2016: Hermann Schützenhöfer
- 2019: Adolf Feizlmayr, Georg Pölzl[1]
- 2022: Horst Wiesinger[2]
- 2023: Stefan Pierer[3], Peter Skalicky